# Minúscula 4

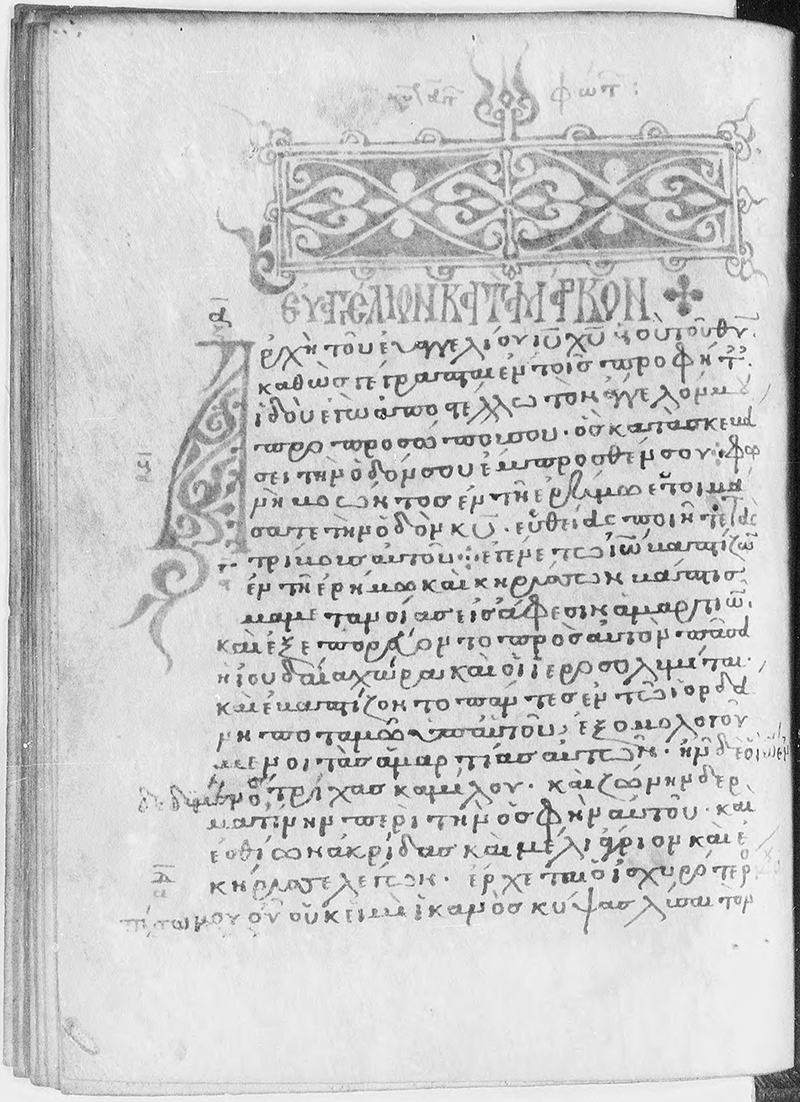
Minúscula 4 - Comienzo del Evangelio de Marcos

Minúscula 4 (en la numeración Gregory-Aland), ε 371 (Soden) es un manuscrito griego en minúsculas del Nuevo Testamento de 212 hojas de pergamino (18.5 cm por 14.3 cm). Es datado paleográficamente en el siglo XIII. Antiguamente fue nombrado Codex Regius 84. Tiene unos marginales completos. Fue adaptado para el uso litúrgico.

## Descripción
El códice contiene el texto casi completo de los cuatro Evangelios, con cuatro lagunas (Mateo 2:9-20; Marcos 15:42-16:14; Juan 1:1-13, 1:49-3:11). El texto está escrito en una columna por página, 26-28 líneas por página.
El texto de los Evangelios está dividido de acuerdo a los κεφαλαια (capítulos), cuyos números se colocan al margen del texto, y sus τιτλοι (títulos) en la parte superior de las páginas. También hay otra división de acuerdo con las más pequeñas Secciones Amonianas (en Marcos, 227 secciones), con referencias a los Cánones de Eusebio.
Contiene la Epistula ad Carpianum, las tablas de los κεφαλαια (tablas de contenido) colocadas antes de cada Evangelio, marcas del leccionario en el margen (para el uso litúrgico), incipits, synaxaria, Menologio, suscripciones al final de cada Evangelio, números de στιχοι, y extractos de algunos Padres de la Iglesia.
La perícopa de la adúltera (Juan 7:53-8:11) está marcada con un óbelo.

## Texto
El texto griego de este códice es una mezcla de tipos textuales. Según Tischendorf, su texto es mixto pero con un fuerte elemento bizantino.
Aland no lo colocó en ninguna categoría. Textualmente está cerca del códice 273.
Según el Perfil del Método de Claremont representa a Kx en Lucas 10 y Lucas 20. En Lucas 1 tiene un mixto texto bizantino.
En Mateo 21:31 tiene la variante textual ὁ δεύτερος (el segundo) contra ὁ πρῶτος (el primero), ὁ ὕστερος (el último) y ὁ ἔσχατος (el último). Esta lectura es apoyada por 273 y ℓ 547.

## Historia
El manuscrito fue utilizado por Erasmo en su edición de Novum Testamentum, y por Robert Estienne en su Editio Regia (1550), quien lo designó como γ'. John Mill notó su afinidad a las versiones latinas y la Políglota Complutense.
Fue examinado por Scholz y Paulin Martin. C. R. Gregory vio el manuscrito en 1885.
El códice ahora se encuentra en la Bibliothèque nationale de France (Gr. 84) en París.

## Lectura adicional
- Jean-Pierre-Paul Martin (1883). Description technique des manuscrits grecs, relatif au Nouveau Testament, conservé dans les bibliothèques des Paris. París. pp. 18-19.